# 孫邦正
孫邦正（1913年3月28日—2007年12月21日），安徽宣城人，中國教育學家。

## 生平
民國二年（1913年）3月28日生。民國十六年六月以第一名畢業於皖南中學，民國二十年一月以第一名畢業於安徽省立第四高級中學，同年六月，考入国立中央大学教育系。国立中央大学教育學學士，美國哥伦比亚大学教育学院教育學碩士。歷任中大心理學系助教，四川省立教育學院、湖北師範學院、湖南師範學院、台灣省立師範學院等校教授及系主任、國立台灣師範大學教授兼教育學院院長。在臺灣師範大學創辦了全國第一個社會教育學系。並曾任中山學術文化講座，中央設計考核委員會委員、國家建設計劃委員會委員、教育部學術審議委員會委員，中國教育學會理事長等職。
2007年12月21日逝世。

## 著作
- 中華書局出版：《中學課程改造原理》《中學教學法之改進》《小學課程編制》《推廣教育》
- 正中書局出版：《國父思想與教育學》《六十年來中國教育》《師範教育》《普通教學法》《中學教學法》
- 商務印書館出版：《中國教育問題》《中國學制問題》《教育研究法》《教育視導大綱》《現代教育哲學》《國民教育論叢》《九年國民教育展望》《修訂教育大辭書》《教育概論》